# Bob Bradley
Bob Bradley (Montclair, 1958. március 3. –) amerikai labdarúgóedző.

## Edzői pályafutása
Bradley a New Jersey állambeli Montclair városában született.
1981-ben, az Ohio Bobcatsnél kezdte edzői pályafutását. 1997-ben az első osztályban szereplő Chicago Fire, míg 2002-ben a MetroStars edzője lett. 2006-ban kinevezték az amerikai válogatott szövetségi kapitányának. A válogatottal megnyerte a 2007-es CONCACAF-aranykupát. 2011 és 2013 között az egyiptomi válogatott edzője volt. 2014-ben a norvég Stabæk, 2015-ben a francia Le Havre, míg 2016-ban az angol Swansea City szerződtette. 2017-ben visszatért az MLS-be, és a Los Angeles kispadján folytatta pályafutását. 2021. november 24-én, Javier Pérezt váltva a kanadai Toronto vezetőedzője lett. 2023-ban visszatért a norvég Stabækhez.

## Edzői statisztika
| Csapat       | Nemzet                    | –tól                 | –ig                  | Mérkőzések | Mérkőzések | Mérkőzések | Mérkőzések | Mérkőzések |
| Csapat       | Nemzet                    | –tól                 | –ig                  | M          | Gy         | V          | D          | Gy %       |
| ------------ | ------------------------- | -------------------- | -------------------- | ---------- | ---------- | ---------- | ---------- | ---------- |
| Chicago Fire | Amerikai Egyesült Államok | 1997. október 30.    | 2002. október 5.     | 197        | 103        | 33         | 61         | 52,3       |
| MetroStars   | Amerikai Egyesült Államok | 2002. október 22.    | 2005. október 4.     | 100        | 36         | 27         | 37         | 36,0       |
| Chivas USA   | Amerikai Egyesült Államok | 2005. november 23.   | 2006. december 8.    | 35         | 11         | 14         | 10         | 31,4       |
| USA          | Amerikai Egyesült Államok | 2006. december 8.    | 2011. július 28.     | 80         | 43         | 12         | 25         | 53,8       |
| Egyiptom     | Egyiptom                  | 2011. szeptember 14. | 2013. november 20.   | 36         | 22         | 6          | 8          | 61,1       |
| Stabæk       | Norvégia                  | 2014. január 3.      | 2015. november 8.    | 72         | 38         | 11         | 23         | 52,8       |
| Le Havre     | Franciaország             | 2015. november 10.   | 2016. október 3.     | 37         | 17         | 10         | 10         | 45,9       |
| Swansea City | Anglia                    | 2016. október 3.     | 2016. december 27.   | 11         | 2          | 2          | 7          | 18,2       |
| Los Angeles  | Amerikai Egyesült Államok | 2017. július 27.     | 2021. november 18.   | 142        | 68         | 34         | 40         | 47,9       |
| Toronto      | Kanada                    | 2021. november 24.   | 2023. június 26.     | 59         | 14         | 19         | 26         | 23,7       |
| Stabæk       | Norvégia                  | 2023. szeptember 10. | 2024. szeptember 22. | 38         | 16         | 10         | 12         | 42,1       |
| Összesen     | Összesen                  | Összesen             | Összesen             | 807        | 370        | 179        | 258        | 45,8       |

## Sikerei, díjai

### Edzőként
Chicago Fire
- MLS
  - Bajnok (1): 1998
- US Open Cup
  - Győztes (1): 1998, 2000

Amerikai labdarúgó-válogatott
- CONCACAF-aranykupa
  - Győztes (1): 2007

Toronto
- Kanadai Kupa
  - Győztes (1): 2020 (a kupa 2022-ben került megrendezésre)

Egyéni
- MLS – Az Év Edzője: 1998, 2006, 2019